# Erysimum adcumbens
Erysimum adcumbens là một loài thực vật có hoa trong họ Cải. Loài này được (Boiss.) Polatschek mô tả khoa học đầu tiên năm 1983.